# Parecon
Parecon (Abkürzung für Participatory Economics, zu deutsch etwa Mitbestimmungs-Wirtschaftssystem) ist ein
Vorschlag für ein Wirtschaftssystem, das auf dem Grundsatz aufzubauen versucht, dass jeder Mensch in jenem Ausmaß Entscheidungen mitbestimmen können soll, wie er oder sie von diesen betroffen ist. Die Wertebasis, auf der Parecon beruht, entstammt der Tradition des Anarchismus und des Sozialismus. Es basiert auf zu Beginn der 1980er und 1990er Jahre entstandenen Arbeiten des Mitbegründers des Z-Magazine Michael Albert und des Wirtschaftswissenschaftlers Robin Hahnel.

## Grundlagen

### Ablehnung von Zwischenhandel
Da der Kauf und Verkauf von Waren und Leistungen in Märkten oft ohne Mitspracherecht der Endkunden abläuft, die zwar nicht im Verkaufsprozess beteiligt sind, aber trotzdem durch diesen stark betroffen sein können, lehnt Parecon den Zwischenhandel ab. Ein weiteres Problem ist dabei der Verkauf bestimmter Produkte, die zwar im Interesse des Käufers sind, aber selten im Interesse der Gesellschaft. Dies betrifft zum Beispiel Suchtmittel wie Alkohol und Nikotin; diese Fälle können in einem gewissen Ausmaß reguliert werden, aber die Logik des freien Marktes zieht momentanes individuelles Interesse stets vor langfristig gesehenes und allgemeines Interesse.

### Ablehnung von Privateigentum an Produktionsmitteln
Die Vertreter von Parecon lehnen die Auffassung des Eigentums an Produktionsmitteln ab, da sie dem Eigentümer oder der Eigentümerin übermäßigen Einfluss auf ökonomische Entscheidungen geben würden. Zum Beispiel würden große Unternehmen mit äußerst großer Freiheit im Interesse der Macht ihrer Eigentümer agieren, ohne Außenstehenden ein Mitspracherecht für Entscheidungen zu geben, die sie betreffen. Diese Entscheidungen seien von nicht zu vernachlässigender Wichtigkeit: Die Fragen „Was soll produziert werden?“, „Wer soll produzieren?“, „Wie soll produziert werden?“, „Woran wird geforscht?“, „Worin wird investiert?“, betreffen alle Mitglieder einer Gesellschaft; aber nur ein Bruchteil dieser würde sie aus der Sicht von Parecon entscheiden. Die Logik eines Privateigentums an Produktionsmitteln würde die Mitbestimmung der Bevölkerung bei den grundlegendsten wirtschaftlichen Entscheidungen ausschließen. Die politischen Prozeduren eines Parlamentarismus befassten sich dann nur noch mit Verwaltungsfragen dieser Entscheidungen. Das meinte der amerikanische Sozialphilosoph John Dewey, als er schrieb, dass „die Regierung der Schatten ist, den die Konzerne über die Gesellschaft werfen“ („Government is the shadow cast by big business over society“).

## Institutioneller Rahmen
Die Autoren stellen sich als Gerüst für die wirtschaftlichen Abläufe die folgenden Prinzipien und Institutionen vor:

### Versammlungen
Alle Produzenten und Konsumenten – und nicht nur ihre Führer – können demokratisch an Produzenten- und Konsumentenversammlungen teilnehmen (auf Englisch councils). Diese könnten nach Größe und Geographie gegliedert sein. Entscheidungen sollen in der passenden Ebene getroffen werden; so betrifft z. B. der Bau eines landesweiten Hochgeschwindigkeitsbahnnetzes die gesamte Bevölkerung und würde so letztlich in einer nationalen Versammlung entschieden werden; aber die Anlegung einer Gemeinschaftsbibliothek in einer Wohngemeinschaft ginge sicher nur diese etwas an.

### Planungsprozesse
Alljährlich soll unter Beteiligung aller Mitglieder der Gesellschaft ein Plan zur Verwendung der bestehenden Produktionsmittel, zur Verteilung der produzierten Güter und Dienstleistungen und zur Festlegung der zu tätigenden Investitionen entwickelt werden. Die Entscheidungsfindung basiert auf den Versammlungen und erlaubt auch, dass die jeweils lokaleren Versammlungen Repräsentanten wählen, die dann zu den Versammlungen gesandt werden, welche eine größere Zahl von Menschen betreffen.
Die Vermittlung zwischen den Produzenten- und Konsumentenvereinigungen sollte durch eine Gruppe geschehen, die auch ein Vorschlagsrecht haben soll, wenn die Wünsche und Angebote auseinandergehen.

### Ausgeglichenes Arbeitsfeld
Jeder soll sowohl interessante als auch eintönige Arbeit erledigen müssen. Die Arbeiten sind in „ausgeglichene Arbeitsfelder“ geteilt und in einem Betrieb hat jede Arbeitskraft den gleichen Anteil an interessanter wie auch an eintöniger Arbeit. Wer über einen längeren Zeitraum eintönige Arbeit verrichtet hat, hat dementsprechend Anspruch auf einen längeren Zeitraum interessanter Arbeit. Da die Arbeit in bestimmten Branchen angenehmer sein kann als in anderen Branchen, sollen die Arbeiter in diesen „angenehmeren“ Branchen als Ausgleich zu unangenehmer gemeinschaftlicher Arbeit herangezogen werden.
Die Arbeitsplätze sollen im Durchschnitt in ihrer Attraktivität vergleichbar sein; dies soll verhindern, dass sich eine Klassengesellschaft bildet. Dadurch hat ein jeder die Motivation, seine Aufgabe so zu erfüllen, dass sie dem allgemeinen Interesse dient, denn man selbst erträgt, wenn Parecon funktioniert, ebenfalls die durchschnittliche Anstrengung und hat nicht mehr Komfort als andere.

### Entlohnung nach Anstrengung
Es wird nach Anstrengung belohnt, und weniger attraktive Arbeit soll höher belohnt werden. So sollte das Straßenkehren, wenn es weniger attraktiv erscheint als Computerprogrammieren, höher entlohnt werden. Der moralische Grund dahinter ist, dass letzteres eine kreative und für den Menschen spannende Arbeit sein kann. Auch rechtfertigt eine höhere Ausbildung nicht zwangsläufig einen höheren Lohn. Der Grund dafür ist, dass wohl jedes Studium interessanter ist und mehr Spaß macht als die gleiche Zeit als Straßenfeger zu arbeiten – somit ist die Aufopferung des Straßenfegers größer als die des Studenten. Der Abschluss der Ausbildung allein rechtfertigt demnach keinen höheren Lohn.

## Zusammenfassung
Diese vier Prinzipien sollten mit einem Minimum an Hierarchie und größtmöglicher Offenheit in Diskussionen und Entscheidungsprozessen angewendet werden.
In diesem Modell gibt es keinen Bedarf an geheimen Entscheidungen, da der Wettbewerb in der gleichen Weise vor sich geht, wie Linux-Programmierer in einem Wettbewerb stehen – es ist eher ein gegenseitiges Unterstützen und eine freundliche Kooperation.

## Gemeinsamkeiten und Unterschiede zum Kommunismus
Bei der Ablehnung von Privatbesitz an Produktionsgütern und bei dem institutionellen Rahmen erkennt man Ähnlichkeiten mit Vorstellungen des Kommunismus und der klassenlosen Gesellschaft. Die Selbstbestimmung der Menschen – ein zentraler Punkt bei Parecon – ist auch erklärtes Ziel des Kommunismus. Allerdings wollen viele, die sich als Kommunisten oder Marxisten bezeichnen, auf dem Weg zu dieser selbstbestimmten Gesellschaft zunächst den Kapitalismus durch Errichtung eines zentralistischen und autoritären Staates überwinden. Parecon will dagegen durch die ausgeglichenen Arbeitsfelder verhindern, dass eine Klasse von Bürokraten (nach Michael Albert die „Koordinatorenklasse“) entsteht, die in Komfort und Macht über der restlichen Bevölkerung steht.

## Beispiele
Einige Betriebe, die nach Parecon-Prinzipien geführt werden:
- South End Press, ein Verlag in Boston, Massachusetts.
- Mondragon Café, ein Buchhandel und Restaurant in Winnipeg, Kanada
- G7 Welcoming Committee, ein Punk/Hardcore-Label aus Winnipeg, Kanada

## Kritik
Es handelt sich um eine Theorie, die aus Sicht der Mikroökonomie praktikabel scheint und einen „wichtigen Beitrag zur Debatte über machbare Alternativen zum Kapitalismus“ darstelle. Das Verständnis von Marktmechanismen wird jedoch als realitätsfremd kritisiert. Grundsätzliche Kritik kommt vor allem von dem Ökonomen Theodore Burczak. Durch die vorgeschlagenen Bürokraten entsteht eine neue Hierarchie, was den eigentlichen Zielen zuwiderlaufen könnte. Befürworter zentraler Planungsansätze schlagen vor, die von Eigeninteressen und nachbarschaftlichen Einflüssen verfälschbaren Konsumentenversammlungen durch algorithmische Bedarfsermittlung ähnlich des Cybersozialismus’ zu ersetzen.
Einige Anarchisten und Commoners werfen Parecon dagegen vor, dass die so vorgestellte Gesellschaft zu straff organisiert sei, zu feste Institutionen hat, und damit im Widerspruch zu libertären Werten steht. Robert Hahnel entgegnete dem. Silvia Federici merkt an, dass insbesondere die Übergangsphase zum demokratischen Wirtschaften mit zuteilender Koordinierung von Aufgaben einhergehen könnte, die bezüglich resultierenden Abhängigkeitsverhältnissen und Hierarchien mit herkömmlichen Marktwirtschaften vergleichbar wären. Auch andere wie Hannes Kuch meinen in Parecon das unbeabsichtigte Risiko von Autoritarismus und Zentralisierung zu erkennen, da deren Umsetzung tatsächlich mehr zentrale Institutionen benötige bzw. befördere als von Hahnel und Albert beschrieben.

## Bücher
- Robin Hahnel: A Participatory Economy. AK Press, Chico 2022. ISBN 978-1-84935-484-4.
- Robin Hahnel: Democratic Economic Planning. Routledge Frontiers of Political Economy. Routledge, London / New York 2021, ISBN 978-1-03-200332-0.
- Robin Hahnel & Erik Olin Wright: Alternatives to Capitalism. Proposals for a Democratic Economy. Verso Books, London 2016, ISBN 978-1-78478-504-8.
  - Deutschsprachige Ausgabe: Robin Hahnel & Erik Olin Wright: Alternativen zum Kapitalismus. Vorschläge für eine demokratische Ökonomie. Bertz + Fischer Verlag, 2021, ISBN 978-3-86505-734-1.
- Sean Michael Wilson & Carl Thompson: Parecomic. The Story of Michael Albert and Participatory Economics. Graphic Novel. Seven Stories Press, New York City 2013. ISBN 978-1-60980-456-5.
- Michael Albert: Parecon: Life After Capitalism. Verso Books, 2004, ISBN 1-84467-505-X. (online)
  - Deutschsprachige Ausgabe: Michael Albert: Leben nach dem Kapitalismus. Trotzdem Verlag, 2006, ISBN 3-931786-33-1.
- Michael Albert, Robin Hahnel: Looking Forward: Participatory Economics for the Twenty First Century. South End Press, 1991, ISBN 0-89608-406-X.
- Michael Albert, Robin Hahnel: The Political Economy of Participatory Economics. Princeton University Press, 1991, ISBN 0-691-00384-X.
- Michael Albert: Moving Forward: Program for a Participatory Economy. AK Press, 1997, ISBN 1-902593-41-3.